# Aphylla producta
Aphylla producta är en trollsländeart som först beskrevs av Selys 1854.  Aphylla producta ingår i släktet Aphylla och familjen flodtrollsländor. Inga underarter finns listade i Catalogue of Life.